# Gunnar Jeannette
Gunnar Jeannette (ur. 5 maja 1982 roku w West Palm Beach) – amerykański kierowca wyścigowy.

## Kariera
Jeannette rozpoczął karierę w międzynarodowych wyścigach samochodowych w 2000 roku od startów w klasie GTU Grand American Sports Car Series, klasie Prototype American Le Mans Series, klasie GT American Le Mans Series oraz w klasie GT 24-godzinnego wyścigu Le Mans. W późniejszych latach Amerykanin pojawiał się także w stawce FIA GT Championship, Grand American Rolex Series, SCCA World Challenge, Grand-Am Cup, FIA GT3 European Championship, GT4 European Cup, Continental Tire Sports Car Challenge, FIA World Endurance Championship, European Le Mans Series, Dunlop 24H Dubai oraz United Sports Car Championship.

## Wyniki w 24h Le Mans
| Rok  | Zespół                           | Partnerzy                         | Samochód               | Klasa  | Okr. | Poz. | Klasa Pos. |
| ---- | -------------------------------- | --------------------------------- | ---------------------- | ------ | ---- | ---- | ---------- |
| 2000 | Manthey Racing Gunnar Racing     | Michael Brockman Mike Lauer       | Porsche 911 GT3-R      | GT     | 261  | 27   | 6          |
| 2001 | Freisinger Motorsport            | Romain Dumas Philippe Haezebrouck | Porsche 911 GT3-RS     | GT     | 282  | 7    | 2          |
| 2002 | Panoz Motor Sports               | Bill Auberlen David Donohue       | Panoz LMP01 Evo-Élan   | LMP900 | 230  | NU   | NU         |
| 2003 | JML Team Panoz                   | Olivier Beretta Max Papis         | Panoz LMP01 Evo-Élan   | LMP900 | 360  | 5    | 3          |
| 2004 | Epsilon Sport                    | Renaud Derlot Gavin Pickering     | Courage C65-JPX        | LMP2   | 124  | NU   | NU         |
| 2006 | Multimatic Motorsport Team Panoz | Scott Maxwell Tommy Milner        | Panoz Esperante GT-LM  | GT2    | 34   | NU   | NU         |
| 2008 | Team Bruichladdich Radical       | Marc Rostan Ben Devlin            | Radical SR9-AER        | LMP2   | 297  | 31   | 6          |
| 2012 | Luxury Racing                    | Pierre Ehret Frankie Montecalvo   | Ferrari 458 Italia GTC | GTE Am | 146  | NU   | NU         |